# Raión de Lgov
El raión de Lgov (ruso: Льго́вский райо́н) es un distrito administrativo y municipal (raión) ruso perteneciente a la óblast de Kursk. Se ubica en el centro-oeste de la óblast. Su capital es Lgov, que se enclava en el centro del raión sin formar parte del mismo, ya que está constituida como un ókrug urbano aparte.
En 2021, el raión tenía una población de 11 942 habitantes.
Aunque el raión incluye diversas áreas periféricas de Lgov, formalmente su territorio es completamente rural, ya que no contiene ninguna localidad oficialmente clasificada como urbana.

## Subdivisiones
Comprende 91 localidades rurales. A efectos de autogobierno local (descentralización), se agrupan en ocho asentamientos rurales, que reciben el nombre tradicional de selsovet (сельсовет), y que son los siguientes:
- Bolshiye Ugony
- Vyshniye Derevenki
- Gorodensk
- Gustomoi
- Ivanchikovo
- Kudintsevo
- Maritsa
- Selektsionni

El actual mapa de autogobierno local data de varias fusiones de ayuntamientos que tuvieron lugar en 2010. Sin embargo, a efectos de división territorial de los órganos internos federales y de la óblast (desconcentración), se sigue dividiendo en los diecisiete gobiernos locales que se habían definido en 2004, y que crearon sus ayuntamientos conforme a dicho mapa en 2006. Los nueve selsovety que siguen existiendo como áreas administrativas, pero desde 2010 sin ayuntamiento, son:

- Olshanka (integrado en Ivanchikovo)
- Tsukanovo-Bobrik (integrado en Vyshniye Derevenki)
- Kromskiye Byki (integrado en Vyshniye Derevenki)
- Maléyevka (integrado en Vyshniye Derevenki)
- Borísovka (integrado en Gorodensk)
- Fitizh (integrado en Selektsionni)
- Iznoskovo (integrado en Gustomoi)
- Banishchi (integrado en Gustomoi)
- Sugrovo (integrado en Bolshiye Ugony)